# Rachel Klamer
Rachel Klamer née le 8 octobre 1990 à Harare au Zimbabwe est une triathlète professionnelle néerlandaise. Championne d'Europe de triathlon en 2013.

## Biographie
Rachel Klamer naît au Zimbabwe où ses parents, médecins officient. Elle commence le triathlon à l'âge de dix-sept ans après avoir pratiqué la natation et la course à pied. Elle apparait sur le circuit national et international en 2008 en remportant les championnats nationaux juniors et en prenant la quatrième place à la coupe d'Europe junior à l'âge de 17 ans. En 2009 elle remporte la médaille d'argent au championnat d'Europe dans la catégorie junior et participe à deux étapes de la coupe d’Europe en catégorie élite. Elle est sélectionnée et participe aux Jeux olympiques d'été de 2012 à Londres et termine 36e avec un temps de 2 h 4 min 59 s. En 2013 elle remporte le championnat d'Europe.
Rachel Klamer est membre de l'équipe nationale des Pays-Bas. En 2014, elle fait partie du club français Poissy triathlon et remporte l'épreuve au format S du triathlon de La Baule avec un temps de 58 min 21 s 080, elle termine 1er toutes catégories confondues masculins et féminines.
Rachel épouse le triathlète sud-africain Richard Murray en mars 2020.

## Palmarès
Le tableau présente les résultats les plus significatifs (podium) obtenus sur le circuit international de triathlon depuis 2009,.
| Année | Compétition                                                    | Pays                | Position           | Temps           |
| ----- | -------------------------------------------------------------- | ------------------- | ------------------ | --------------- |
| 2023  | Coupe du monde - l'étape de Karlovy Vary                       | Tchéquie            | Médaille d'argent  | 2 h 3 min 55 s  |
| 2019  | Championnats d'Europe de triathlon en relais mixte             | Pays-Bas            | Médaille de bronze | 1 h 11 min 54 s |
| 2018  | Coupe d'Europe de triathlon - l'étape sprint de Holten         | Pays-Bas            | Médaille d'or      | 1 h 1 min 42 s  |
| 2018  | WTS Abou Dabi                                                  | Émirats arabes unis | Médaille d'or      | 1 h 0 min 43 s  |
| 2017  | Coupe d'Europe de triathlon - l'étape premium sprint de Holten | Pays-Bas            | Médaille d'or      | 1 h 1 min 24 s  |
| 2017  | Championnats du monde de triathlon en relais mixte             | Allemagne           | Médaille de bronze | 1 h 22 min 47 s |
| 2016  | WTS Hambourg                                                   | Allemagne           | Médaille d'argent  | 0 h 57 min 14 s |
| 2015  | Coupe du monde - l'étape sprint de Cozumel                     | Mexique             | Médaille d'argent  | 0 h 59 min 16 s |
| 2014  | Coupe du monde - l'étape de Tiszaújváros (S)                   | Hongrie             |                    | 59 min 31 s     |
| 2014  | Coupe d'Europe - l'étape à Holten                              | Pays-Bas            |                    | 2 h 4 min 48 s  |
| 2013  | Championnat d'Europe                                           | Turquie             |                    | 1 h 55 min 43 s |
| 2012  | Coupe d'Europe - l'étape à Holten                              | Pays-Bas            |                    | 2 h 0 min 29 s  |
| 2011  | Coupe d'Europe - l'étape à Holten                              | Pays-Bas            |                    | 2 h 1 min 4 s   |
| 2011  | Coupe d'Europe - l'étape à Alanya                              | Turquie             |                    | 2 h 0 min 42 s  |
| 2010  | Coupe d'Europe - l'étape à Alanya                              | Turquie             |                    | 1 h 54 min 42 s |
| 2009  | Coupe d'Europe - l'étape à Alanya                              | Turquie             |                    | 2 h 3 min 5 s   |

| Édition      | Position | Temps           |
| ------------ | -------- | --------------- |
| Toyko 2020   | 4e       | 1 h 57 min 48 s |
| Rio 2016     | 10e      | 1 h 58 min 55 s |
| Londres 2012 | 36e      | 2 h 4 min 59 s  |